# خلدون ساطع الحصري
خلدون بن ساطع بن محمد هلال الحُصْري 1944 أستاذ ومؤرخ سوري و وابن أحد مؤسسي الفكر القومي العربي، 
وإثر قيام ثورة رشيد عالي الكيلاني نفى الإنجليز ساطع الحصري وأسرته إلى حلب فتسلّل منها إلى بيروت ثم رجع إلى دمشق عام 1944 حيث كلّفتهُ الحكومة السورية المستقلة للعمل كمستشار لصياغة النظام التربوي والتعليمي في البلاد واهتم بالفكر العربي والوحدة العربية وبتطوير مناهج التعليم. ثم كرّمه الرئيس جمال عبد الناصر بتعيينهِ مديراً لمعهد البحوث والدراسات العربية في القاهرة عام 1953م.

## علي القاسميوخلدون
كنتُ طالباً في الجامعة الأمريكية في بيروت وعمري في مطلع العشرينيات. والتقيتُ ذات يوم بشاب دمث الأخلاق وتعارفنا فقدّم نفسه باسم خلدون ساطع الحصري. وكان اسم ساطع الحصري (ولد في اليمن سنة 1879 ـــ وتوفي في بغداد سنة 1968) آنذاك أشهر من نار على علم، كما يقولون. فقد كان يلقب آنذاك بأبي القومية العربية، أو برائد القومية العربية، أو فيلسوف القومية العربية، أو إمام القومية العربية على الرغم من أنه كان يتكلم اللغة العربية برطانة تركية، لأنه درس في المدارس التركية، وتولى مناصب إدارية وتربوية عليا في الدولة العثمانية، وانضم إلى جمعية تركيا الفتاة، ودعا إلى الطورانية والتتريك، وشغل منصب الحاكم العثماني في إحدى دول البلقان، وعمل في بلاط السلطان العثماني عبد الحميد الثاني حتى سقوط الإمبراطورية العثمانية بعد الحرب العالمية الأولى (1914 ـــ 1918). وعند ذاك عاد سنة 1919 إلى بلاده سوريا، واتصل بالأمير فيصل بن الحسين (ولد في مكة سنة 1883 وتوفي في بيرن بسويسرا سنة 1933) الذي حارب العثمانيين في الشام أثناء الثورة العربية الكبرى التي أطلقها والده شريف مكة الحسين بن علي، سنة 1916، من أجل استقلال البلدان العربية بدعم ووعود زائفة من حلفائه البريطانيين. وعندما أصبح فيصل بن الحسين ملكاً على سوريا (من مارس إلى يوليو 1920)، اختار ساطع الحصري وزيراً للمعارف. وحينما دخل الجيش الفرنسي سوريا واستعمرها، خرج الملك فيصل منها ثم أصبح ملكاً على العراق (1921 ـــ 1933) فالتحق به ساطع الحصري وتولى منصب مدير عام بوزارة المعارف في بغداد .
نشر الحصري حوالي خمسين كتاباً معظمها عن فكرة القومية العربية بتوجّه علماني، أصدر معظمها مركز دراسات الوحدة العربية سنة 1985 تحت عنوان ” الأعمال القومية لساطع الحصري” في 
ثلاثة مجلدات. وعندما كنتُ تلميذا في السنة الأولى الابتدائية، كان أول كتاب قرأته هو ” القراءة الخلدونية ” الذي تعلمنا منه القراءة والكتابة، وكانت طرائقه التعليمية جيدة جداً في عصرها.
ولهذا عندما التقيتُ خلدون ساطع الحصري في رحاب الجامعة الأمريكية في بيروت، قلتُ له :
ـــ أنا أعرفك وإن لم نلتقِ من قبل. فقد تعلمتُ القراءة والكتابة من ” القراءة الخلدونية”.
وسألته عما يفعله في الجامعة.
ــ أكتب رسالة ماجستير في العلوم السياسية.
ـــ وما موضوع رسالتك ؟
ـــ حول التوجهات السياسة لرجال الدولة العراقية بين الحربين العالميتين.
قلت له :
ـــ رائع، لأنني أود أن أسألك عن رشيد عالي الكيلاني. إذ يقول بعضهم أنه قام بانقلابه بإيعاز من الإنجليز، فهل تؤيد رسالتك هذا الرأي؟
ولعل الذين يقولون بذلك هم من المؤمنين بنظرية المؤامرة، أو بمقولة المهاتما غاندي ” ما تخاصمت سمكتان في أعماق البحر إلا وكان الإنجليز وراء ذلك”. فالمعروف عن رشيد عالي الكيلاني (1892 ـــ 1965) انتماؤه إلى أسرة وطنية، وكان من السياسيين العراقيين الوطنيين في العهد الملكي، ومن القوميين البارزين منذ أن كان عضواً في الجمعيات العربية السرية الداعية إلى استقلال البلدان العربية عن الإمبراطورية العثمانية ووحدتها، وتولى رئاسة الوزارة العراقية ثلاث مرات في 1933 و 1940 و 1941. وكان من المناوئين لبريطانيا، وقرر أن يقف العراق على الحياد أثناء الحرب العالمية الثانية، ونظراً لأن ذلك مخالف لموقف الوصي على عرش العراق ونوري باشا السعيد، والمعاهدات التي تربط العراق مع بريطانيا، فقد قام بما يسمى بـ ” ثورة رشيد عالي الكيلاني” التي تعدّ من الانقلابات العسكرية إذ شارك فيها قادة الفرق العسكرية العراقية الأربع. وعندما فشلت ” الثورة”، أُعدِم القادة الأربعة في حين لجأ الكيلاني إلى إحدى دول الجوار ونجا بنفسه.
ولهذا كله، فإن خلدون ساطع الحصري أجابني بكل هدوء ولطف قائلاً:
ـــ إنني عملتُ جدولاً زمنياً لمواقف كل سياسي عراقي في تلك الفترة، ويشير هذا الجدول إلى أن جميع مواقف رشيد عالي الكيلاني في جميع الوزارات التي شغلها مناوئة لبريطانيا، وأنه كان يسعى لألغاء المعاهدات التي تربط العراق بها، وتحرره منها تماماً، ووضع حد لتدخلها في شؤونه .
في مساء ذلك اليوم، كنتُ مدعواً لتناول طعام العشاء مع السيد خليل إسماعيل البستاني ( 1902ـــ 1978)، عم خطيبتي بتول عبد المجيد البستاني (فيما بعد زوجتي أم حيدر)، الذي شغل مناصب إدارية عليا في العراق منها منصب وزير المالية. وعلى مائدة الطعام، أخبرته بما دار بيني وبين خلدون ساطع الحصري. فأصيب الرجل بنوع من الدهشة، وقال باستغراب:
ـــ هل قلت ذلك عن رشيد عالي الكيلاني لخلدون؟!
ـــ قلتُ: نعم. ولم لا ؟
قال الرجل بنوع من الحرج:
ــ إن خلدون هو زوج ابنة رشيد عالي الكيلاني.
قلت: وأنى لي أن أعرف ذلك؟
بعد مدة، قدم أبي من العراق لزيارتي في بيروت وتفقد أحوالي، وتحدثنا عن أمور كثيرة، فأخبرته بما دار بيني وبني خلدون ساطع الحصري، وكيف أن السيد خليل إسماعيل البستاني دُهش عندما أخبرته بذلك. وإذا بوالدي يقول باستغراب:
ـــ وهل أخبرت السيد خليل بذلك؟!
ـــ نعم، ولمَ لا ؟
قال والدي:
ـ لأن السيد خليل هو قريب رشيد عالي الكيلاني، وكان يده اليمنى عندما كان رشيد عالي الكيلاني وزيراً للداخلية.